# 褐星鯊
褐星鲨（学名：Mustelus henlei），又稱褐貂鯊，為軟骨魚綱真鯊目皺唇鯊科星鯊屬的一種，分布於東太平洋美國加利福尼亞州至厄瓜多、秘魯海域，深度0至281公尺，體長最大可達100公分，年齡可達18年，棲息在近岸大陸棚底層水域，屬肉食性，以甲殼類、頭足類、多毛類及其他魚類為食，卵胎生，雌魚一次可產下3尾幼魚，生活習性不明，為高經濟食用魚，通常以生鮮、煙燻或冷凍販售，另可做為遊釣魚。

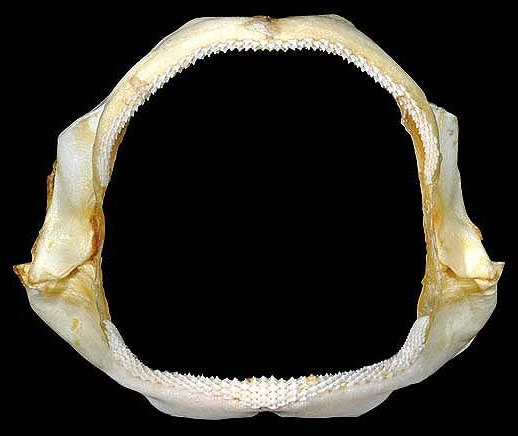
上下顎
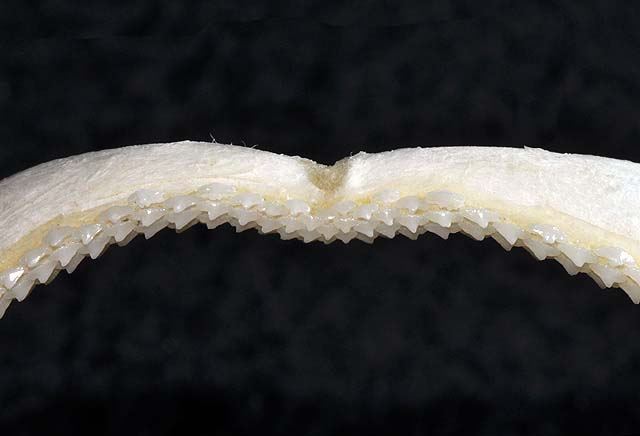
上排牙齒
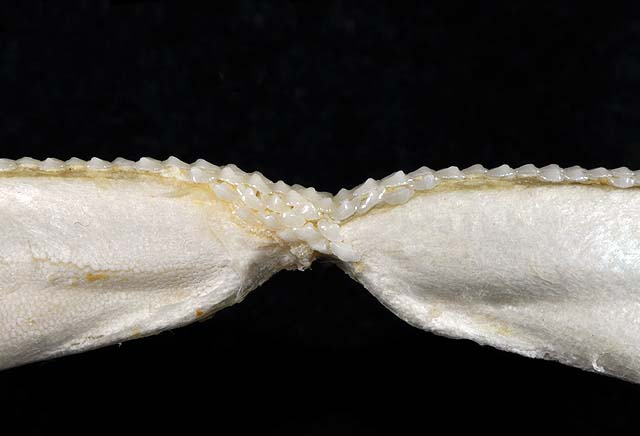
下排牙齒